# Arène Steveco
L'arène Steveco (finnois : Steveco-areena) ou salle de sport de Karhuvuori (finnois : Karhuvuoren urheilutalo) est un  gymnase situé dans le quartier de Karhuvuori à  Kotka en Finlande.

## Caractéristiques
La superficie totale du bâtiment construit en 1974 est de 3 153 m² et en plus de la salle de sports de balle, on y trouve des gymnases de lutte, d'haltérophilie, de judo, de boxe et d'armes à air. 
La salle de sport porte le nom de Steveco (fi) depuis 2008.
Depuis sa création la salle de sport est au service de divers amateurs de sports d'équipe et individuels ainsi que de sports scolaires. 
C'est le domicile de KTP-Basket, qui joue en Championnat de Finlande de basket-ball, et de Kotka Peli-Karhut, qui joue en Naisten Korisliiga de basket-ball féminin.